# Oasis (album d'O.C. et A.G.)
Pour les articles homonymes, voir Oasis (homonymie).
Albums par O.C.
Hidden Gems
(2007) O-Zone Originals
(2011)
Albums par A.G.
Get Dirty Radio
(2006) Everything's Berri
(2010)
Oasis est un album collaboratif d'O.C. et d'A.G., sorti le 24 novembre 2009.

## Liste des titres
| No  | Titre                             | Contient un (des) sample(s) de                                                                                     | Durée |
| --- | --------------------------------- | --- | ----- |
| 1.  | Oasis                             | Phantom Lover de Leon Ware Time's Up d'O.C.                                                                        | 3:08  |
| 2.  | Keep It Going                     | | 4:00  |
| 3.  | Give It Back                      | | 3:26  |
| 4.  | Alpha Males                       | | 3:42  |
| 5.  | Young With Style                  | | 3:19  |
| 6.  | Every Day Life                    | | 3:34  |
| 7.  | Think About It                    | | 2:36  |
| 8.  | Against The Wall                  | | 3:31  |
| 9.  | Put It in the Box                 | | 3:34  |
| 10. | Boom Bap                          | It's Yours de T La Rock et Jazzy Jay                                                                               | 3:06  |
| 11. | Reality                           | | 3:02  |
| 12. | Contagious                        | | 3:21  |
| 13. | Supreme Squad                     | | 3:33  |
| 14. | God's Gift                        | Shame on You de Lovesmith                                                                                          | 3:36  |
| 15. | Get Away (featuring Mirror Image) | | 5:00  |
| 16. | Two For the Money                 | Industrial Power de Keith Mansfield 7XL de Scaramanga featuring Grand Puba et Sadat X Fully Loaded Clip de 50 Cent | 2:17  |
| 17. | Pain (featuring Mirror Image)     | | 3:10  |